# Конти, Бернардо Мария
Бернардо Мария Конти (итал. Bernardo Maria Conti; 29 марта 1664, Рим, Папская область — 23 апреля 1730, там же) — итальянский куриальный кардинал, бенедиктинец. Епископ Террачины с 1 декабря 1710 по 3 июня 1720. Великий пенитенциарий с 3 августа 1721 по 23 апреля 1730. Кардинал-священник с 16 июня 1721, с титулом церкви Сан-Бернардо-алле-Терме с 16 июля 1721 по 23 апреля 1730.